# Abiy Ahmed
Abiy Ahmed Ali (Ge'ez: ዐቢይ አህመድ አሊ; 15. kolovoza 1976.) etiopski je političar. Od 2. travnja 2018. godine obavljao je dužnost 10. premijera Etiopije i četvrte Savezne demokratske republike Etiopije. Prvi je Oromo predsjednik vladajuće Etiopske narodne revolucionarne demokratske fronte (EPRDF) iz Demokratske stranke Oromo (ODP) ), koja je jedna od četiri koalicijske stranke EPRDF-a. Abiy je također izabrani član etiopskog parlamenta i član izvršnih odbora ODP-a i EPRDF-a.
Bivši je službenik vojno obavještajne službe. Otkad je postao premijer pokrenuo je širok program političkih i ekonomskih reformi i radio na posredovanju u mirovnim sporazumima Eritreje i Južnog Sudana kao i sporazumu o tranzicijie u Sudanu. Dobitnik je Nobelove nagrade za mir 2019. godine.
U listopadu 2021. Abiy Ahmed službeno je položio prisegu na drugi petogodišnji mandat.